# HD 150742
HD 150742，又名CD-4010661，SAO 227146、HR 6214，是一颗恒星，视星等为5.71，位于銀經343.08，銀緯3.18，其B1900.0坐标为赤經16h 37m 46.9s，赤緯-40° 3.18′ 5″。